# Vittorio Fossombroni

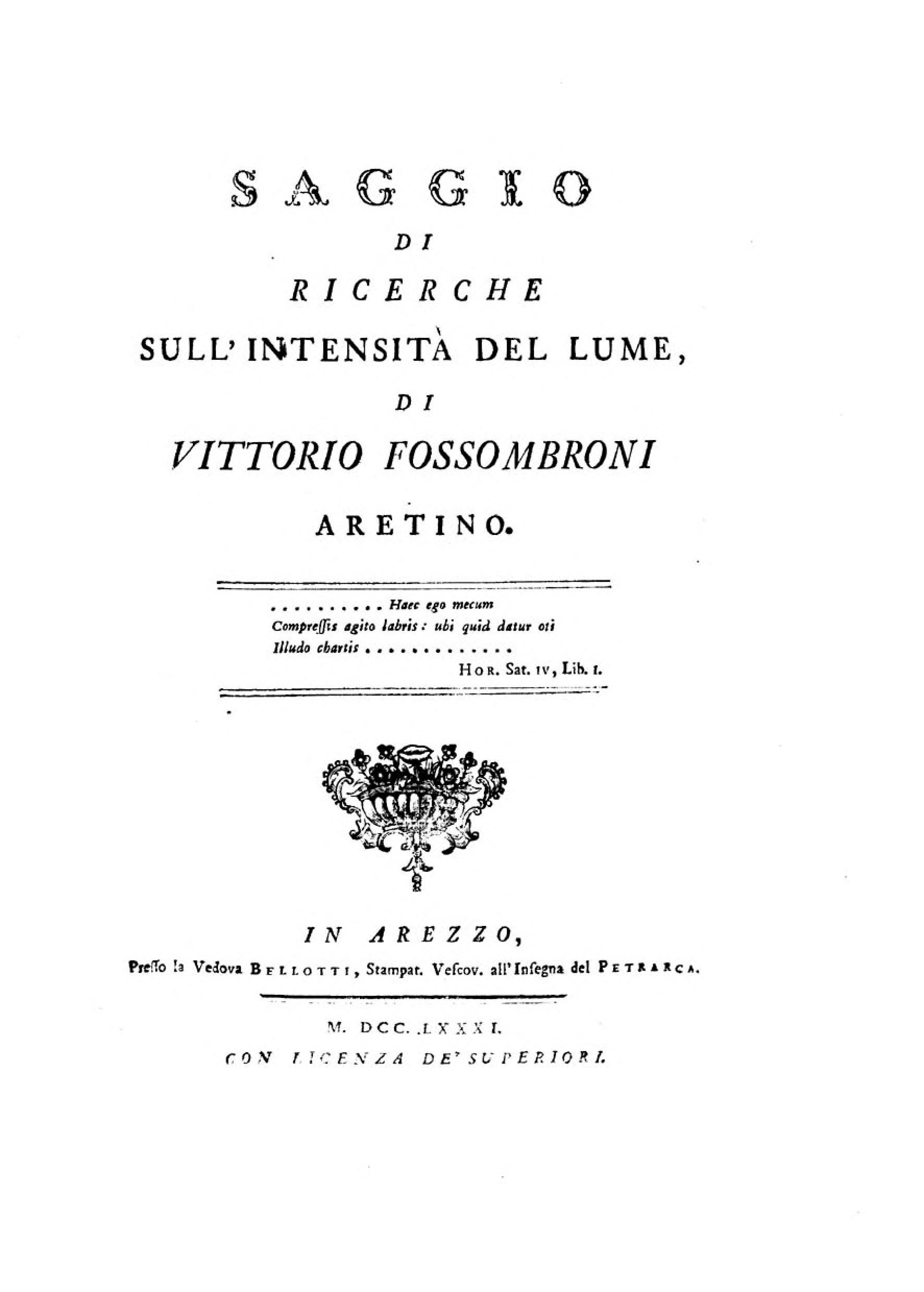
Saggio, 1781

Vittorio Fossombroni (15 septembre 1754 - 15 avril 1844) est un mathématicien, ingénieur, économiste, homme d'État et intellectuel italien.

## Biographie
Vittorio Fossombroni est professeur à l'université de Pise, où il se passionne pour les mathématiques. Il obtient une chaire officielle en Toscane en 1782. Il écrit quelques articles sur la science hydraulique, dont notamment un sur le drainage du val di Chiana, une des quatre vallées autour d'Arezzo, en 1789.
Le grand-duc Léopold Ier de Toscane (futur Léopold II d'Autriche) le charge de la direction des travaux de drainage du val di Chiana. Il y réussit, là où beaucoup d'autres avaient échoué, installant par ces travaux sa réputation de grand ingénieur.
Par la suite en 1804, il propose des travaux d'assainissement de Maremme, qui ne seront mis en œuvre qu'en 1828.
Parallèlement à sa carrière d'ingénieur hydraulicien, il commence sa carrière politique. En 1796, il devient ministre des affaires étrangères. En 1799, lors de l'occupation française de la Toscane, il fuit en Sicile, mais revient bientôt. Lorsque le grand-duché devient le royaume d'Étrurie, sous la régence de Marie-Louise, il devient président de la commission des finances.
Connaissant ces mérites, Napoléon le nomme le 18 mars 1809 membre du Sénat conservateur et comte de l'Empire le 20 août de la même année. Il présida la commission chargée du défrichement des marais pontins. « Peccato, un sì grande ministro per un sì piccolo Stato! » Napoléon, à propos de Fossombroni.
En 1814, au retour du grand duc Ferdinand III, il devient président de la commission législative puis ministre des affaires étrangères  et président du Conseil des ministres (premier ministre), un poste qu'il continuera d'occuper sous le grand duc Léopold II et jusqu'à sa mort. Son administration contribue grandement à améliorer la santé du pays. Il est le véritable maître de la Toscane, et la gouverne en respectant ces principes d'égalité de tous devant la loi, d'une administration honnête et d'une tolérance des opinions.
Il se marie à l'âge de 78 ans en 1832 avec l'ancienne femme de Francesco Falciai, auquel, n'ayant pas descendance, il cédera son nom et ses titres. Il meurt 12 ans plus tard à Florence en 1844.

## Travaux
- Sur le principe de la vélocité virtuelle (1796)
- Essai sur le gouvernent des animaux et sur les transports
- Sur la mesure de le force musculaire
- Memorie idraulico-storiche sulla Val di Chiana (1789)

## Titres
- Comte Fossombroni et de l'Empire (lettres patentes du 20 août 1809, Schoenbrunn).

## Distinctions
| Commandeur de l'Ordre des Saints-Maurice-et-Lazare | Officier de la Légion d'honneur | Chevalier de l'ordre Pour le Mérite |

 Empire français
- Légion d'honneur[1] :
  - Légionnaire (3 décembre 1809), puis,
  - Officier de la Légion d'honneur (30 juin 1811) ;

 Royaume de Sardaigne
- Commandeur de l'Ordre des Saints-Maurice-et-Lazare ;

 Royaume de Prusse
- Chevalier de l'ordre Pour le Mérite (classe civile, 1842).

## Armoiries
| Figure | Blasonnement |
|        | Armes du comte Fossombroni et de l'Empire D'azur à la forteresse donjonnée de trois tours le tout d'argent, maçonné, ouvert et ajouré de sable soutenu d'un rocher de sinople : franc-quartier des comtes sénateurs à la filière d'or. - Livrées : les couleurs de l'écu, le verd en bordure seulement. |

## Sources
- (en) Cet article est partiellement ou en totalité issu de l’article de Wikipédia en anglais intitulé « Vittorio Fossombroni » (voir la liste des auteurs).

- (it) Cet article est partiellement ou en totalité issu de l’article de Wikipédia en italien intitulé « Vittorio Fossombroni » (voir la liste des auteurs).
- « Fossombroni (Victor-Marie-Joseph-Louis, comte) », dans Adolphe Robert et Gaston Cougny, Dictionnaire des parlementaires français, Edgar Bourloton, 1889-1891 [détail de l’édition]
- Notices d'autorité :   - VIAF
  - ISNI
  - BnF (données)
  - IdRef
  - LCCN
  - GND
  - Italie
  - Belgique
  - Pays-Bas
  - Vatican
  - Grèce
  - WorldCat
- Notices dans des dictionnaires ou encyclopédies généralistes :   - Deutsche Biographie
  - Dizionario biografico degli italiani
  - Dizionario di Storia
  - Enciclopedia italiana
  - Enciclopedia De Agostini
  - Treccani
- Ressource relative à la santé :   - Bibliothèque interuniversitaire de santé